# Prolepsis indecisa
Prolepsis indecisa är en tvåvingeart som beskrevs av Lamas 1973. Prolepsis indecisa ingår i släktet Prolepsis och familjen rovflugor. Inga underarter finns listade i Catalogue of Life.